# Wonderful Life (singel Hurts)
Wonderful Life – drugi singel brytyjskiego duetu Hurts z ich debiutanckiego albumu Happiness.
Został wydany jako pierwszy singel w Danii w dniu 3 maja 2010, a w Wielkiej Brytanii w dniu 22 sierpnia 2010 roku jako drugi singel. Utwór dotarł w Polsce na szczyt zestawienia air play firmy Nielsen Music, a w Niemczech zajął miejsce drugie. Singel znalazł się w pierwszej dziesiątce w Austrii, Szwajcarii, Belgii i Danii. 

## Tło
W wywiadzie dla strony internetowej Digital Spy wokalista Theo Hutchcraft powiedział na temat utworu: 
„Piosenka w zasadzie opiera się na dwóch skrajnościach: pierwsza to człowiek, który chce się zabić, a druga miłość. Stoi na moście chce skakać i zostaje zatrzymany przez kobietę. Oni patrzą na siebie i zakochują się w sobie. Ona po prostu mówi: «Chodź ze mną, to wszystko będzie dobrze». Piosenka oferuje tylko fragment czyjegoś życia, więc nie wiemy, co dzieje się na koniec”

## Lista utworów
- Danish digital download

1. "Wonderful Life" – 4:14

- UK CD single

1. "Wonderful Life" – 4:16
2. "Affair" – 6:26

- UK digital download

1. "Wonderful Life" (Radio Edit) – 3:34
2. "Wonderful Life" (Mantronix Remix) – 5:11
3. "Wonderful Life" (Arthur Baker Remix) – 6:43
4. "Wonderful Life" (Freemasons Remix Radio Edit) – 3:23
5. "Wonderful Life" (Freemasons Extended Mix) – 8:28

- UK 7" vinyl

1. "Wonderful Life" – 4:16
2. "Wonderful Life" (Mantronix Remix) – 5:11

- UK 12" picture vinyl

1. "Wonderful Life" (Arthur Baker Remix) – 6:43
2. "Wonderful Life" (Arthur Baker Remix Instrumental)

- German digital download

1. "Wonderful Life" – 4:16
2. "Wonderful Life" (Arthur Baker Remix) – 6:43
3. "Wonderful Life" (Lexy Remix) – 7:22
4. "Wonderful Life" (Mantronix Remix) – 5:11

- German CD single

1. "Wonderful Life" – 4:14
2. "Wonderful Life" (Arthur Baker Remix) – 6:43

## Twórcy
- Hurts – twórcy tekstu, muzyka i produkcja
- Joseph Cross – muzyka i produkcja
- Jonas Quant – dodatkowa produkcja
- Spike Stent – miksowanie
- George Marino – miksowanie

## Notowania
| Lista (2010)                        | Najwyższa pozycja |
| ----------------------------------- | ----------------- |
| Austria (Ö3 Austria Top 40)         | 6                 |
| Belgia (Ultratop 50 Flandria)       | 13                |
| Belgia (Ultratip 40 Wallonia)       | 8                 |
| Dania (Tracklisten)                 | 8                 |
| Finlandia (Suomen virallinen lista) | 15                |
| Holandia (Mega Single Top 100)      | 83                |
| Niemcy (Media Control Charts)       | 2                 |
| Polska (AirPlay – Top)              | 1                 |
| Szwajcaria (Schweizer Hitparade)    | 4                 |
| Wielka Brytania (UK Singles Chart)  | 21                |

## Historia wydania
| Region          | Date             | Format           |
| --------------- | ---------------- | ---------------- |
| Dania           | 3 Maja           | Digital download |
| Niemcy          | 30 lipca         | Digital download |
| Niemcy          | 6 sierpnia 2010  | CD Single        |
| Wielka Brytania | 22 sierpnia 2010 | Digital download |
| Wielka Brytania | 23 sierpnia 2010 | CD Single        |